# Stylidium flagellum
Stylidium flagellum är en tvåhjärtbladig växtart som beskrevs av A. Lowrie, A.H. Burbidge och K.F. Kenneally. Stylidium flagellum ingår i släktet Stylidium och familjen Stylidiaceae. Inga underarter finns listade i Catalogue of Life.